# Carboxiterapia
A Carboxiterapia consiste na aplicação subcutânea de dióxido de carbono (CO2) com fins terapêuticos. Segundo os seus partidários melhora a circulação e oxigenação dos tecidos.
Essa terapia é supostamente indicada para o combate de celulite, gordura localizada (ajuda a reduzir medidas), flacidez, estrias, micro-varizes e pré e pós lipoescultura (melhora os resultados evitando fibroses). Por estimular a formação de colágeno e novas fibras elásticas, a terapia também é indicada no tratamento de olheiras e rejuvenescimento corporal e facial.
O tratamento é divido em sessões, normalmente de 10 a 20, variando conforme a necessidade de cada organismo. Não é necessário repouso e a pessoa em tratamento retorna às suas atividades normais logo ao final de cada sessão.
Esta medida terapêutica, trata-se de uma ação invasiva, sendo assim deve ser feito por profissionais habilitados como por exemplo Biomédicos especialistas na área.
Alega-se que a carboxiterapia destrói as células adiposas (adipócitos), estimula o fluxo sanguíneo, melhora a elasticidade da pele e reduz o aparecimento de celulite, embora ainda não tenha sido clinicamente testada nem aprovada pela FDA. As possíveis complicações principais derivam-se da reutilização de agulhas não esterilizadas (infeções por Micobactérias) ou volumes massivos incontrolados (enfisema subcutâneo).